# Rheobates palmatus
Rheobates palmatus é uma espécie de rã da família Dendrobatidae. É endêmica da Colômbia. O habitat natural inclui florestas de baixa altitude húmidas da zona subtoprical ou tropical, rios, pastagens e terrenos irrigados.